# 梅田 (足立区)
梅田（うめだ）は、東京都足立区中部の町名。現行行政地名は梅田一丁目から八丁目。住居表示実施済み区域である。

## 概要
隣接する地域は、北は梅島、東は足立、南は荒川を挟んで千住、西は関原および西新井栄町。
戦前は足立区梅田町と呼ばれており、1965年の当地区の住居表示実施により現行の梅田一丁目～八丁目が成立した。

### 地価
住宅地の地価は、2024年（令和6年）7月1日の地価調査によれば、梅田7-8-10の地点で34万3000円/m2となっている。

## 歴史
梅田の歴史は江戸時代初期までさかのぼる。
昭和初期には筑波高速度電気鉄道が構想されたが、計画段階で廃止され未成線に終わっている。

### 地名の由来
新編武蔵風土記稿の記述によると、その昔この地域一帯は海に面した河口付近の沿岸地帯であったという記述が見られる。大河の河口部に当たるために堆積物が広がり、そこを埋め立てして新田が開かれたという。埋め立てられた低湿地帯のこの土地を「埋田」と呼び、それが美称されて「梅田」となったという。
この地域は東京湾からも遠くなく、旧荒川（隅田川）が蛇行しながら流れている状況から、梅田が開発された頃は梅田付近が東京湾の入り江で、荒川の河口に隣接していたのだと推測される。
なお、大阪市北区（キタ）の中心街である梅田も、同様に低湿地帯でかつては「埋田」と呼ばれていた。

### 地下水揚水と地盤沈下
足立区内は地下水の豊富な地域であり、梅田もその例外ではなかった。梅田地区の地下を流れる水脈は浦和方面から流れるものであったが、この地下水は梅田の基幹産業であった製紙業だけでなく、生活用水として大変重宝され、大量に揚水された。しかしあまりに過剰な地下水を汲み上げすぎてしまったがために、1897年（明治30年）頃に始まった地盤沈下は急激に悪化し、1965年（昭和40年）までに2m近くも沈下した。これ以上の沈下は水害を悪化させるとして、1966年（昭和41年）に通商産業省（当時）によって揚水が禁止され、梅田にあった井戸は廃止された。

## 世帯数と人口
2025年（令和7年）1月1日現在（足立区発表）の世帯数と人口は以下の通りである。
| 丁目       | 世帯数     | 人口     |
| ---------- | ---------- | -------- |
| 梅田一丁目 | 1,146世帯  | 1,981人  |
| 梅田二丁目 | 1,501世帯  | 2,546人  |
| 梅田三丁目 | 1,267世帯  | 2,262人  |
| 梅田四丁目 | 1,315世帯  | 2,447人  |
| 梅田五丁目 | 2,203世帯  | 4,097人  |
| 梅田六丁目 | 1,921世帯  | 3,461人  |
| 梅田七丁目 | 2,590世帯  | 4,951人  |
| 梅田八丁目 | 1,768世帯  | 3,752人  |
| 計         | 13,711世帯 | 25,497人 |

### 人口の変遷
国勢調査による人口の推移。
| 年                 | 人口   |
| ------------------ | ------ |
| 1995年（平成7年）  | 21,094 |
| 2000年（平成12年） | 21,153 |
| 2005年（平成17年） | 21,971 |
| 2010年（平成22年） | 23,766 |
| 2015年（平成27年） | 24,367 |
| 2020年（令和2年）  | 25,288 |

### 世帯数の変遷
国勢調査による世帯数の推移。
| 年                 | 世帯数 |
| ------------------ | ------ |
| 1995年（平成7年）  | 8,046  |
| 2000年（平成12年） | 8,691  |
| 2005年（平成17年） | 9,384  |
| 2010年（平成22年） | 10,913 |
| 2015年（平成27年） | 11,147 |
| 2020年（令和2年）  | 12,540 |

## 学区
区立小・中学校に通う場合、学区は以下の通りとなる（2023年4月時点）。なお、足立区では学校選択制度を導入しており、区内全域から選択することが可能。ただし、小学校に関しては、2018年（平成30年）度から学区域または学区域に隣接する学校のみの選択になる。
| 丁目       | 番地     | 小学校                 | 中学校             |
| ---------- | -------- | ---------------------- | ------------------ |
| 梅田一丁目 | 全域     | 足立区立梅島第二小学校 | 足立区立第四中学校 |
| 梅田二丁目 | 20番以降 | 足立区立梅島第二小学校 | 足立区立第九中学校 |
| 梅田二丁目 | 1〜19番  | 足立区立梅島小学校     | 足立区立第九中学校 |
| 梅田三丁目 | 9番以降  | 足立区立梅島第二小学校 | 足立区立第九中学校 |
| 梅田三丁目 | 1〜8番   | 足立区立梅島第二小学校 | 足立区立第四中学校 |
| 梅田四丁目 | 全域     | 足立区立梅島第二小学校 | 足立区立第九中学校 |
| 梅田五丁目 | 1〜4番   | 足立区立梅島第二小学校 | 足立区立第九中学校 |
| 梅田五丁目 | 5番以降  | 足立区立亀田小学校     | 足立区立第九中学校 |
| 梅田六丁目 | 28番以降 | 足立区立亀田小学校     | 足立区立第九中学校 |
| 梅田六丁目 | 10〜27番 | 足立区立梅島第二小学校 | 足立区立第九中学校 |
| 梅田六丁目 | 1〜9番   | 足立区立梅島小学校     | 足立区立第九中学校 |
| 梅田七丁目 | 全域     | 足立区立梅島小学校     | 足立区立第九中学校 |
| 梅田八丁目 | 1〜10番  | 足立区立梅島小学校     | 足立区立第九中学校 |
| 梅田八丁目 | 11番以降 | 足立区立亀田小学校     | 足立区立第九中学校 |

## 事業所
2021年（令和3年）現在の経済センサス調査による事業所数と従業員数は以下の通りである。
| 丁目       | 事業所数  | 従業員数 |
| ---------- | --------- | -------- |
| 梅田一丁目 | 69事業所  | 313人    |
| 梅田二丁目 | 67事業所  | 555人    |
| 梅田三丁目 | 63事業所  | 575人    |
| 梅田四丁目 | 90事業所  | 611人    |
| 梅田五丁目 | 88事業所  | 640人    |
| 梅田六丁目 | 135事業所 | 1,053人  |
| 梅田七丁目 | 131事業所 | 1,393人  |
| 梅田八丁目 | 55事業所  | 730人    |
| 計         | 698事業所 | 5,870人  |

### 事業者数の変遷
経済センサスによる事業所数の推移。
| 年                 | 事業者数 |
| ------------------ | -------- |
| 2016年（平成28年） | 758      |
| 2021年（令和3年）  | 698      |

### 従業員数の変遷
経済センサスによる従業員数の推移。
| 年                 | 従業員数 |
| ------------------ | -------- |
| 2016年（平成28年） | 5,627    |
| 2021年（令和3年）  | 5,870    |

## 交通

### 鉄道
- 東武鉄道
  - 東武伊勢崎線：梅島駅

### バス
- 都営バス
  - 町域内に千住自動車営業所が所在する。

### 道路・橋梁
- 国道4号（日光街道）
- 東京都道103号吉場安行東京線（旧日光街道）
- 東京都道450号新荒川葛西堤防線
- 千住新橋

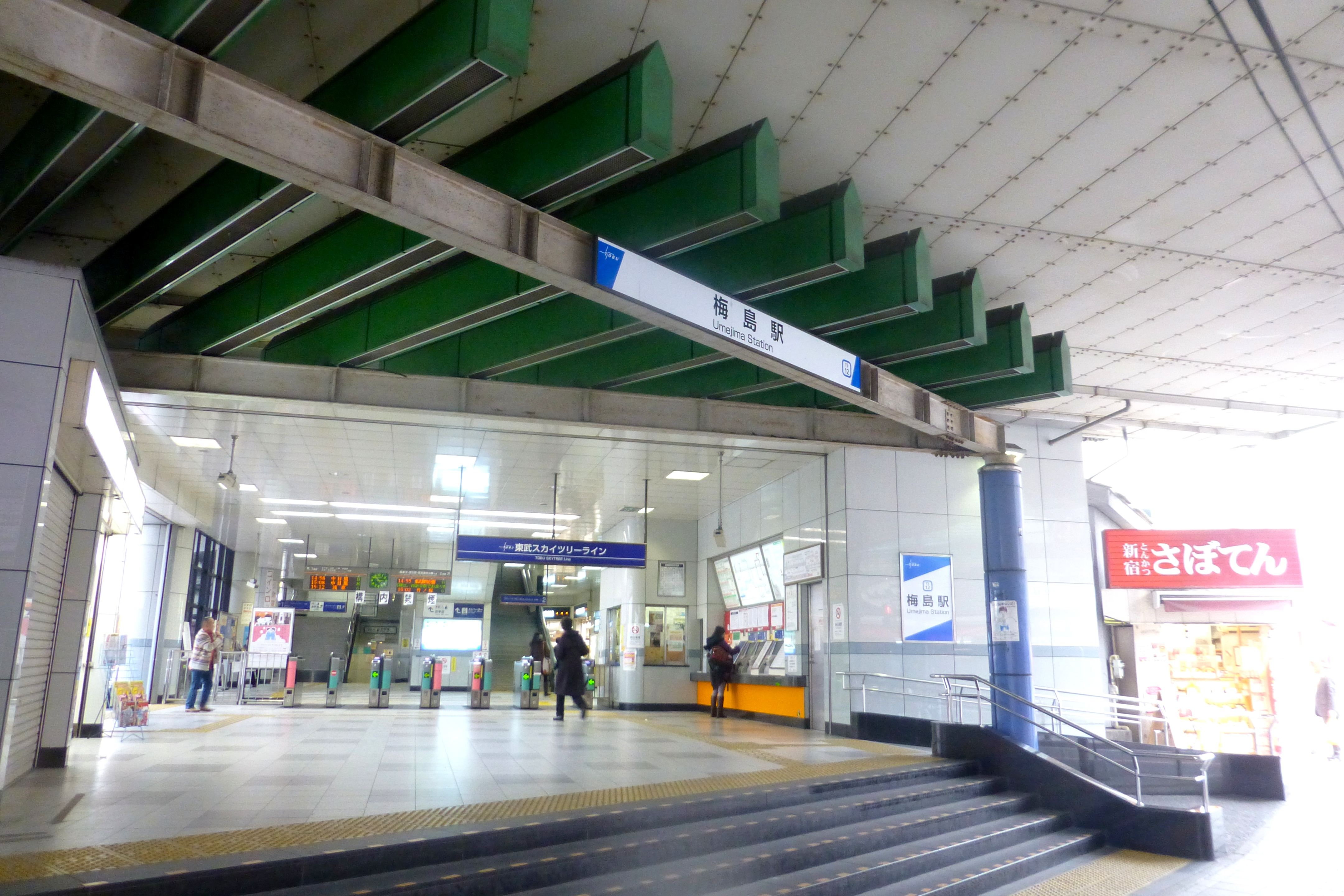
東武鉄道梅島駅（梅田7丁目）
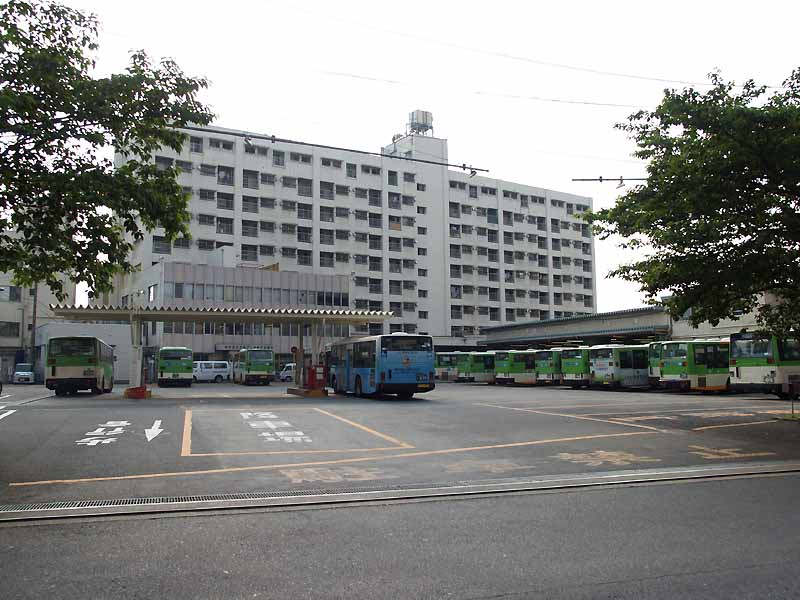
都営バス千住営業所（梅田2丁目）
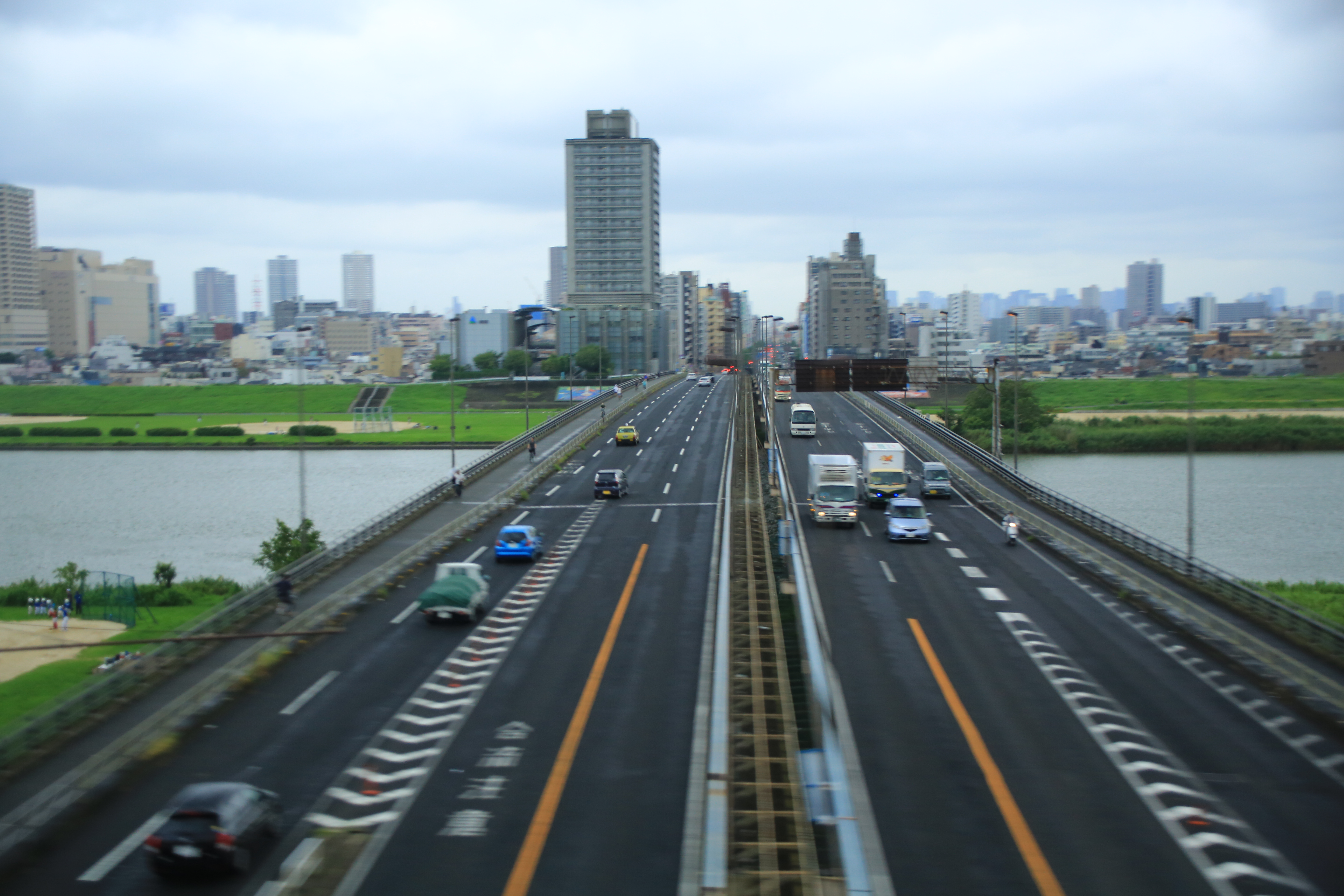
千住新橋を渡る自動車

## 施設
- 梅田区民事務所
- 足立区立梅田図書館
- 梅田住区センター
- 足立区立梅島小学校
- 足立区立梅島第二小学校
- 足立区立第九中学校
- 足立梅田郵便局
- 女性総合センター（Lソフィア）

## 史跡
- 庚申塔
- 明王院
- 不動堂
- 弁財天
- 梅田天神
- 善立寺
- 眞福寺
- 梅田神明宮
- 梅田稲荷神社
- 佐竹稲荷神社
- 石不動
- 旧梅島役場跡
- 梅栗小学校跡

## その他

### 日本郵便
- 郵便番号 : 123-0851[3]（集配局 : 足立西郵便局[17]）。

## 関連文献
- 「梅田村」『新編武蔵風土記稿』 巻ノ136足立郡ノ2、内務省地理局、1884年6月。NDLJP:763997/32。